# رگینا پوکورنا
رگینا پوکورنا (انگلیسی: Regina Pokorná؛ زادهٔ ۱۸ ژانویهٔ ۱۹۸۲) شطرنج‌باز اهل اسلواکی دارای درجه استادبزرگ زنان با ریتینگ ۲۴۲۹ است.